# Албанци у Сједињеним Америчким Државама
Албанци у Сједињеним Америчким Државама (алб. Shqiptarët në Shtetet e Bashkuara të Amerikës) су грађани САД албанског порекла. Пореклом су са територија са великим албанским становништвом на Балкану и у јужној Европи, као што су Албанија, Италија, Србија, Северна Македонија и Црна Гора. Припадници су различитих религија, а претежно су муслимани и хришћани, док су неки нерелигиозни.
Амерички грађани албанског порекла углавном се настаљују на североистоку и региону Великих језера. Према подацима из 2023. у САД је живело 226.072 грађана албанског порекла. Ова бројка садржи све људе повезане са САД који тврде да су албанског порекла, као и оне рођене у држави и натурализоване грађане, али и оне са двојним држављанством који су повезани са обе културе.

## Демографија
Топ 10 градова у САД у којима има највише америчких Албанаца:
| Град           | Број Албанаца |
| -------------- | ------------- |
| Њујорк         | 39.471        |
| Филаделфија    | 5.187         |
| Џексонвил      | 3.812         |
| Стерлинг Хајтс | 3.331         |
| Вустер         | 3.315         |
| Јонкерс        | 3.012         |
| Вотербери      | 3.012         |
| Квинси         | 1.894         |
| Чикаго         | 1.768         |
| Бостон         | 1.550         |